# Ivan Corretja Verdegay
Superscript text
Ivan Corretja Verdegay (Barcelona, 1972) és un advocat especialitzat en Comunicació Empresarial representant d'esportistes, ha estat el president de la Unió Esportiva de Clubs de Pàdel de Catalunya, i primer president de la Federació Catalana de Pàdel.
Inicialment es va vincular al món del tennis, esport on va destacar com a jugador en les categories inferiors en el Club de Tennis La Salut però un accident de moto quan tenia 14 li va provocar l'amputació parcial de la cama esquerra. Posteriorment va ser director esportiu del Club de Tennis La Salut i després director del Club Esportiu Bonasport, un dels que més van impulsar el pàdel. Integrant de la primera promoció de monitors i entrenadors de Pàdel de Catalunya, en aquesta època es va vincular amb el grup de membres de l'Associació Catalana de Pàdel, entitat que va presidir i des d'on van iniciar el procés per convertir-la primer en Unió i posteriorment en Federació Catalana. Des del 1998 fins al 2006 va ser vicepresident de la Federació Espanyola de Pàdel defensant els interessos del pàdel català i va convertir la Federació Catalana de Pàdel en la primera de l'estat espanyol a gestionar directament les seves llicències i els cànons federatius dels clubs. Paral·lelament el 1999, va fundar Double Match, empresa d'administració esportiva, que es dedica a gestionar la carrera del seu germà Àlex Corretja així com la del jugador del FC Barcelona, Xavi Hernández. Actualment també compta com a clients amb Andreu Fontás, Gemma Mengual, Feliciano López, Ona Carbonell, Laia Sanz i Paula Martí entre d'altres.